# Cormoran de Featherston
Phalacrocorax featherstoni
Espèce
Statut de conservation UICN

 EN C1 : En danger
Le Cormoran de Featherston (Phalacrocorax featherstoni) est une espèce d'oiseau de la famille des phalacrocoracidés endémique des Îles Chatham en Nouvelle-Zélande.  La population de ce cormoran est estimée à moins de 1 000 couples.